# VT-4
VT-4 (tiếng Trung: VT-4主战坦克; bính âm: VT-4 zhǔzhàn tǎnkè), còn được gọi là MBT-3000, là một loại xe tăng chiến đấu chủ lực hiện đại hóa được thiết kế và chế tạo bởi Tập đoàn Công nghiệp phương Bắc (Norinco) của Trung Quốc dành cho mục đích xuất khẩu ra nước ngoài.

## Phát triển
Trong quá trình phát triển xe tăng Type 90-II/Al-Khalid (còn gọi là MBT-2000) vào thập niên 1980, hộp số và động cơ ban đầu được dự định nhập khẩu từ Đức, nhưng kế hoạch này bị hủy bỏ do lệnh cấm vận vũ khí của phương Tây. Vì vậy, Trung Quốc đã chuyển sang nhập khẩu hệ truyền động từ Ukraina để bù vào phần bị thiếu hụt, điều này cũng được áp dụng trên hầu hết các loại xe xuất khẩu của đất nước tỷ dân vào thời điểm đó.
Cuối cùng, Trung Quốc đã tự phát triển thành công hệ truyền động nội địa, dẫn đến việc triển khai dự án MBT-3000 dành riêng cho thị trường xuất khẩu. MBT-3000 là phiên bản tiếp nối của dòng xe tăng xuất khẩu Type-90II (MBT-2000). Dự án này về sau được đặt tên là VT-4, quá trình phát triển bắt đầu vào năm 2009 với sự tham gia hợp tác của Tập đoàn Cơ khí Đầu tiên Nội Mông cùng nhiều doanh nghiệp khác.
Xe tăng MBT-3000 lần đầu ra mắt tại Eurosatory 2012, sau đó nó có tên là VT-4 khi được trưng bày tại Ngày thiết giáp Norinco 2014 và Triển lãm Hàng không & Vũ trụ Quốc tế Trung Quốc lần thứ 10.

## Thiết kế
VT-4 có nhiều công nghệ và tính năng hệ thống phụ giống với các xe tăng chiến đấu chủ lực mới nhất của Trung Quốc như Type 96B và Type 99A. Ví dụ như hệ truyền động tự động, pháo nòng trơn 125 mm, hệ thống tham chiếu đầu nòng pháo, giáp phản ứng nổ FY-4, hệ thống nạp đạn tự động kiểu băng chuyền, và hình học tổng thể.

### Hệ thống vũ khí
VT-4 sử dụng pháo nòng trơn 125 mm ZPT-98A có khả năng bắn đạn APFSDS, HEAT, HE, và tên lửa dẫn đường chống tăng qua nòng. Ngoài ra còn có một trạm vũ khí điều khiển từ xa trang bị súng máy hạng nặng 12,7 mm gắn trên nóc tháp pháo. Hệ thống kiểm soát hỏa lực có kính ngắm toàn cảnh với khả năng săn tìm và tiêu diệt mục tiêu. Hệ thống ngắm của pháo thủ bao gồm máy đo khoảng cách bằng laser và thiết bị hình ảnh nhiệt Thales Catherine-FC.

### Khả năng bảo vệ
Xe tăng VT-4 được bảo vệ bằng hai lớp giáp, gồm giáp hỗn hợp và giáp phản ứng nổ FY-4. Theo nhà thiết kế chính của dự án Phùng Nhất Bạch, khả năng bảo vệ của giáp mặt trước tương đương 500 mm thép đồng nhất, và giáp phản ứng nổ là khoảng 700 mm. Mặt trước tháp pháo có lớp giáp hình nêm tương tự các xe tăng chiến đấu chủ lực khác cùng thời của Trung Quốc, và hai bên thân xe có lớp váy che xích làm bằng kim loại thông thường. Phiên bản VT-4A1 trang bị hệ thống phòng thủ chủ động GL5, giàn phóng lựu đạn khói ngụy trang, và thiết bị cảnh báo chiếu xạ laser. Xe cũng có hệ thống nhận dạng bạn thù, hệ thống bảo vệ xạ-sinh-hóa, hệ thống ngăn chặn nổ, hệ thống chữa cháy, hệ thống điều hòa không khí.

### Tính cơ động
Theo nhà sản xuất Norinco, VT-4 sử dụng động cơ diesel nội địa VT/E1 cho công suất 1.200 mã lực (895 kW) với hệ thống treo thanh xoắn và hộp số tự động Ch1000B. Việc lái và tăng tốc được thực hiện bằng vô lăng và hộp số, xe cũng có khả năng lái ở chế độ đứng yên xoay vòng tại chỗ (chế độ trung lập).

### Chỉ huy và kiểm soát
VT-4 được tích hợp hệ thống liên lạc kỹ thuật số để kíp lái giữa các xe tăng có thể liên lạc với nhau.

## Biến thể
MBT-3000
Nguyên mẫu.
VT-4
Phiên bản sản xuất.
VT-4A1
Phiên bản cải tiến với tháp pháo sửa đổi, bao gồm sắp xếp lại vị trí các tấm radar, giàn phóng lựu đạn khói, trang bị hệ thống phòng thủ chủ động mới, và gắn thêm một bệ phóng máy bay không người lái tấn công cỡ nhỏ.
Haider
Phiên bản lắp ráp tại Pakistan.
VN20
Xe chiến đấu bộ binh hạng nặng.

## Quốc gia sử dụng
- Nigeria: Hơn 6 chiếc đang hoạt động tính đến năm 2025.
- Pakistan: 680 chiếc đã được đặt hàng vào năm 2023.
- Thái Lan: 62 chiếc đang hoạt động tính đến năm 2025.